# 6-й Красносельский переулок
Шесто́й Красносе́льский переу́лок — улица в центре Москвы в Красносельском районе от Верхней Красносельской улицы.

## Происхождение названия
Раньше назывался Заборный переулок. Современное название — по примыканию к Красносельской улице.

## Описание
6-й Красносельский переулок — самый короткий из шести Красносельских переулков. Он начинается от Малой Красносельской улицы, проходит на юго-запад параллельно 5-му Красносельскому переулку, который на него выходит.

## Здания и сооружения
- № 8/2 — Научно-исследовательский и конструкторский институт энерготехники имени Н. А. Доллежаля (адрес — по Малой Красносельской улице).

## См.также
- 1-й Красносельский переулок
- Верхняя Красносельская улица